# 愚公谷旧址
31°34′54″N 120°15′58″E / 31.58164°N 120.26622°E
愚公谷，位于中华人民共和国江苏省无锡市梁溪区惠山街道惠泉山社居委锡惠公园内，是一处古建筑遗址、无锡市文物保护单位。

## 特点
愚公谷位于惠山寺南，与寄畅园相对。明朝万历十五年，由无锡人邹迪光购建，占地五十余亩，取柳宗元“名溪为愚溪，丘为愚丘”之意，名愚公谷。1958-1959年间，原胡文昭公祠屋宇改建为滨湖山馆和金粟堂，修建了荷轩、惠麓草堂等。1960年，匾额为郭沫若所书，荷塘之水引自惠泉。现存黄石水池、石梁为明朝遗物。1983年，愚公谷旧址被公布为无锡市文物保护单位。

## 相关
- 寄畅园
- 金莲桥
- 天下第二泉